# Viento blanco (ópera)
Viento blanco es una ópera en dos actos con música de Sebastián Errázuriz y libreto de Felipe Ossandón, Rodrigo Ossandón y el compositor. Está basada en la tragedia de Antuco, cuando un grupo de reclutas que realizaban su servicio militar murieron en Antuco, Chile el 18 de mayo de 2005 en una tormenta de nieve del tipo viento blanco.
La ópera se estrenó en el marco de las festividades por los 150 años de existencia del Teatro Municipal de Santiago de Chile. El éxito de la obra durante sus primeras presentaciones fue tan grande que el Teatro Municipal ha anunciado la reposición de la obra en temporadas posteriores. La obra recibió importantes premios, como el Premio Altazor y el premio del Círculo de Críticos del Arte.

## Temática
Se basa en un hecho sucedido pocos años antes cuando un grupo de reclutas que realizaban su Servicio Militar, por no contravenir órdenes militares, murió atrapado en una tormenta de nieve en Antuco.   

## Reparto del estreno
- Recluta 1: 	Juan Pablo Dupré
- Recluta 2:	Sergio Gallardo
- Recluta 3: 	Mauricio Miranda
- Mayor: 	Pedro Espinoza
- Sargento:	Homero Pérez Miranda
- Comandante en Jefe: Pablo Oyanedel
- Enamorada del reculta 1: Daniela Ezquerra
- Madre del recluta 2: Carmen Luisa Letelier
- Periodista 1: Paula Arancibia
- Periodista 2: Maribel Villarroel
- Padre Recluta 2: David Gaez
- Padre Recluta 3: Pablo Ortiz
- Hermano Recluta 3: José Miguel Valdés[cita requerida]

##### Personal técnico
- Escenografía, vestuario y dirección de escena: Rodrigo Claro[5][6]
- Coros del Teatro Municipal y Coro Crecer Cantando
- Orquesta Filarmónica de Santiago
- Dirección: José Luis Domínguez

## Grabación
En noviembre del 2008 se lanzó una grabación en vivo de la ópera en formato álbum (escuchar en YouTube).